# Belastung (Sport)

Belastungs-Beanspruchungs-Modell

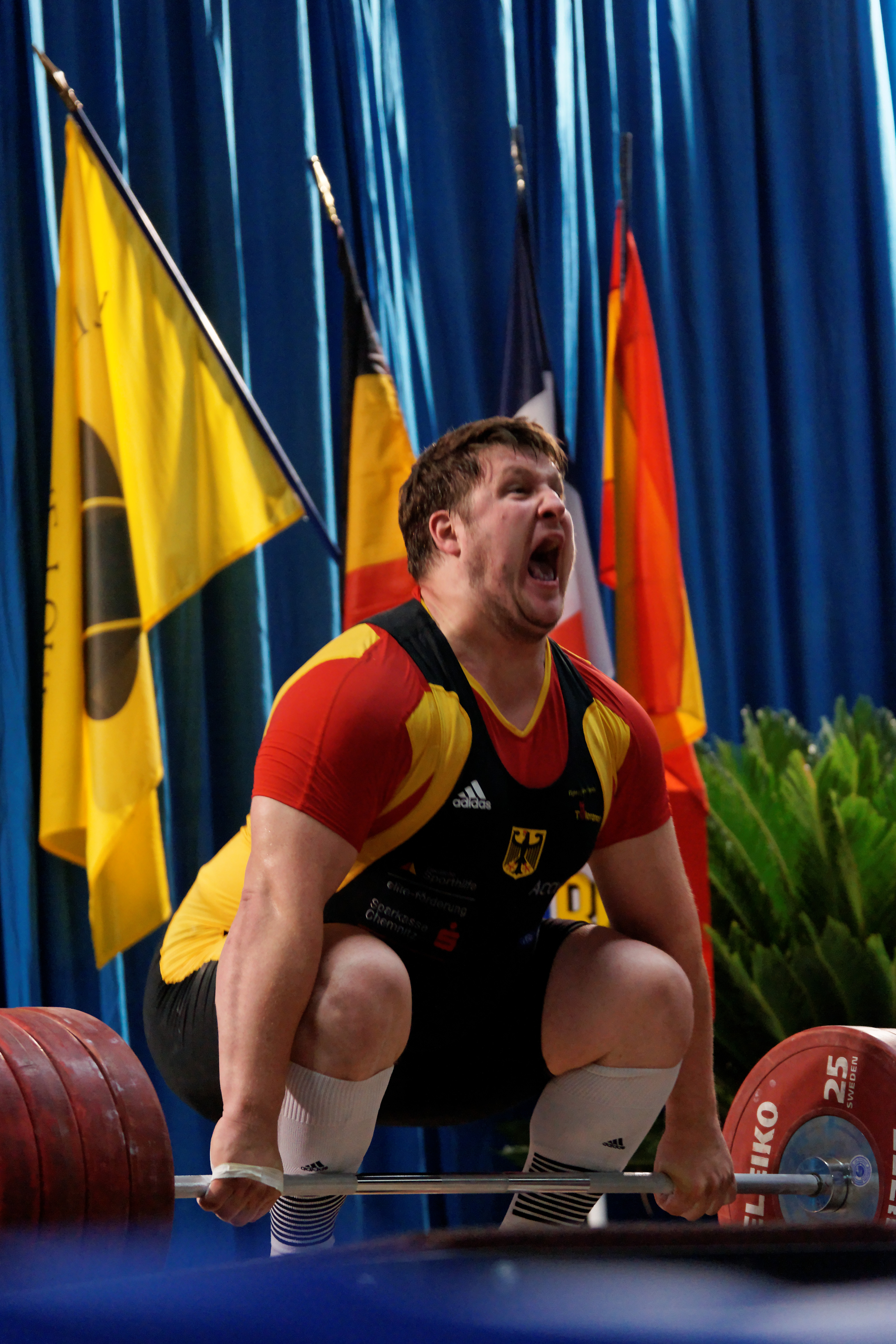
Gewichtheber mit einer Belastung

Die sportliche Belastung ist eine Anforderung (Aufgabe), die an einen Athleten gestellt wird, also zum Beispiel mit einer vorgegebenen Geschwindigkeit eine bestimmte Zeit lang zu laufen. Es handelt sich um eine Größe, die von den verschiedenen Belastungsnormativen Intensität, Dichte, Dauer, Umfang, Häufigkeit und Bewegungsfrequenz abhängen kann. Ob ein Mensch eine Belastung bewältigt, hängt von seinem Willen, seiner Motivation und seiner Leistungsfähigkeit ab. Die gleiche Belastung kann zu individuell unterschiedlichen körperlichen und psychischen Beanspruchungen führen.
Die gewünschte Belastung wird im Rahmen der Belastungssteuerung im sportlichen Training über die Belastungsnormative festgelegt. Grundlage dafür sind die zuvor in der Leistungsdiagnose erhobenen Daten des Athleten.

## Physische Belastung
Die physische Belastung ist die körperliche Arbeit, die im Unterschied zur physikalischen Arbeit entsprechend der Arbeitsweise der Skelettmuskulatur entweder dynamisch oder statisch erfolgen kann:
- dynamische Arbeit: Konzentrische und exzentrische Muskelaktivität, Bewegungsarbeit
- statische Arbeit: isometrische Muskelaktivität, Haltungsarbeit für die Körperhaltung und Haltearbeit

## Psychische Belastung
→ siehe Belastung (Psychologie)

## Belastungsnormative
Belastungsnormative (Singular: das Belastungsnormativ) sind die Beschreibungsgrößen der Trainingssteuerung und damit der Trainingsmethoden. Gelegentlich werden die Belastungsnormative auch als Belastungsnormativen (Singular: die Belastungsnormative), Belastungskomponenten oder Belastungsmerkmale bezeichnet. Mit ihrer Hilfe wird bestimmt, wie intensiv, wie umfassend, wie lange, mit welchen Pausen und wie oft Trainingsinhalte realisiert werden.
Wichtige Belastungsnormative sind:
| Belastungsnormativ | Beschreibung                                                | Beschreibungsgrößen | Beispiel                                                                |
| ------------------ | ----------------------------------------------------------- | --- | ----------------------------------------------------------------------- |
| Intensität         | Stärke des einzelnen Reizes                                 | Geschwindigkeit, Herzfrequenz, Laktatwert im Blut, Masse, Leistung, Anteil bis zur Bestmarke, Maximalpuls oder Maximale Sauerstoffaufnahme | Geschwindigkeit beim Laufen oder Radfahren, maximal, submaximal, gering |
| Dichte             | Zeitliches Verhältnis von Belastungs- und Erholungsphasen   | Zeit, vollständige/unvollständige (lohnende) Pause                                                                                         | Intervalle mit jeweils 3 Minuten Belastung und 1 Minute Pause           |
| Dauer              | Einwirkungszeit eines einzelnen Reizes bzw. einer Reizserie | Zeit | 30 Minuten laufen                                                       |
| Umfang             | Dauer und Zahl der Reize pro Trainingseinheit               | Strecke, Masse, Anzahl der Wiederholungen, Dauer                                                                                           | 3 km Laufen, 20 Sit-ups                                                 |
| Häufigkeit         | Zahl der Trainingseinheiten pro Woche bzw. pro Tag          | Anzahl | Dreimal Training pro Woche                                              |
| Bewegungsfrequenz  | Zeitlicher Abstand zwischen den Bewegungsamplituden         | Frequenz | Trittfrequenz beim Radfahren von 100 Umdrehungen pro Minute             |

## Belastbarkeit
Die körperliche Belastbarkeit ist die höchste Belastungsintensität, bis zu der eine Person belastet werden kann, ohne dass Einschränkungen, Beschwerden sowie reversible oder bleibende Schäden auftreten. Eine eingeschränkte Belastbarkeit liegt zum Beispiel bei (eventuell chronischer) Erkrankung, Bewegungsschmerzen oder starker Ermüdung vor, wenn die sportliche Aktivität nur begrenzt ausgeführt und aufrechterhalten werden kann. Im Falle einer Überlastung ist die körperliche Leistungsfähigkeit höher als die Belastung, bei der ein Organ oder Organsystem überfordert ist, wie zum Beispiel bei Übertraining oder einer Herzinsuffizienz. Im Rahmen einer umsichtigen Trainingsplanung unter Beachtung von Leistungsfähigkeit, Belastbarkeit und Beanspruchung können Überlastungen weitgehend vermieden werden. Dies erfordert zum Beispiel beim Training in Schule oder Verein eine Differenzierung und Individualisierung der Trainingsinhalte.
Nach einer Erkrankung ist die Belastbarkeit für mehrere Tage deutlich reduziert. Die Belastung muss daher in den ersten ein bis zwei Wochen danach vorsichtig dosiert werden. Die reduzierte Belastbarkeit lässt sich zum Beispiel durch Messung der Herzfrequenz objektivieren. So ist die Herzfrequenz bei einer Erkrankung bei gleicher Belastung deutlich erhöht. Erst wenn sich die Herzfrequenz wieder auf dem Niveau der Ausgangswerte vor der Erkrankung befindet, ist die Belastbarkeit wiederhergestellt.